# 梳篦

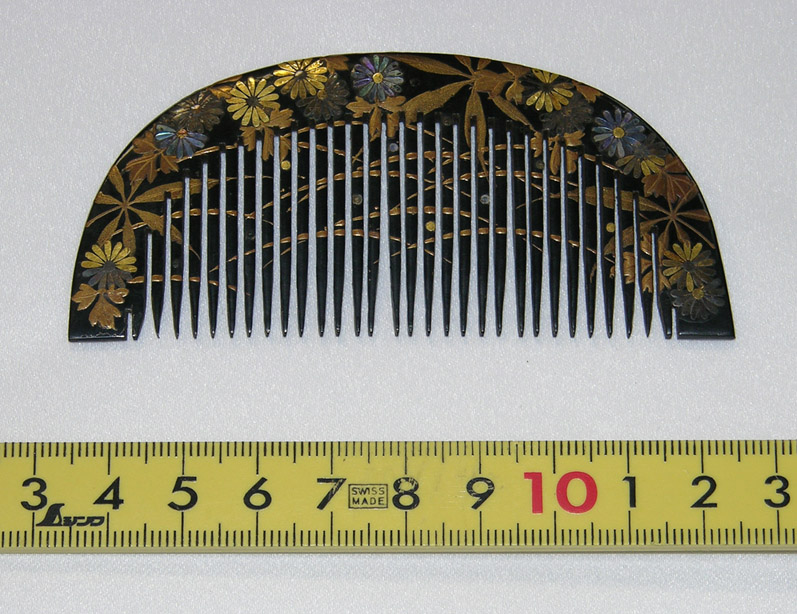
日本明治、大正年間的木櫛

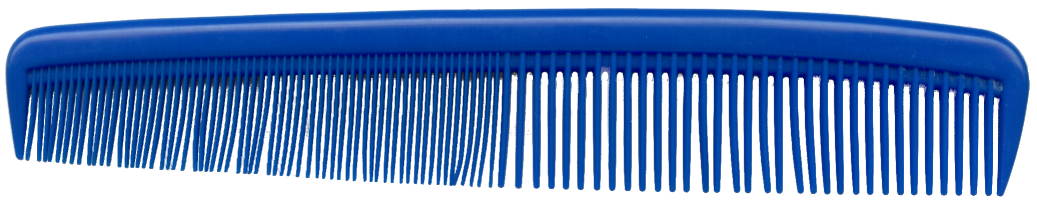
兼具密齒（篦）的梳

梳，又稱梳子，古代又稱櫛，是整理頭髮的工具，通常形狀扁平，並帶有很多齒，有些梳子則只有一齒，形如細棒。有些梳設有手柄，有些則沒有。昔日的梳通常以木製造，如棗木梳子、梅木梳子、黄杨木梳，也有骨梳、牙梳、角梳（牛角）、金屬梳，現時已大多改用塑膠。密齒的梳稱為篦。除了整理頭髮外，一些梳亦可作髮飾之用。中國古代以及日本傳統女性髮型常會插梳作為裝飾。

## 起源與早期用途
梳子的歷史可追溯到舊石器時代，德國人類學家利普斯（Julius E. Lips）於1956年之著作《事物的起源》（The Origin of Things）中，指出歐洲最早的骨梳見於舊石器時代晚期的墓葬，而與該時期相近的岩洞、岩石壁畫中人的髮型也反映了當時人們有使用梳子。1959年在山東寧陽縣泰安大汶口遗址距今約6000餘年（新石器時代晚期）墓中出土了兩件迴旋透雕象牙梳，各有16齒，多個良渚文化遺址的墓葬中亦發現不少玉梳背飾。长沙马王堆一号墓出土距今2000多年的黄杨木梳。
雖然各地早期的梳子款式不盡相同，但絕大部份地區最原始的梳子都是類似手形的結齒直梳，顯示出梳子於各民族和地區發明的動機和條件之相似性，有可能是模仿人們以手抓頭和整理頭髮的動作。
除了整理頭髮外，梳子用作髮飾亦有悠久的歷史。今天保留插梳習俗的民族大都有關於插梳起源的傳說，而插梳習俗並非起源於純粹的裝飾，而是有避邪和儀式用具的用途。愛德華·伯內特·泰勒主張的萬物有靈論，認為原始人相信包括梳子之外的非生命體有靈魂和超自然力量存在。而以詹姆斯·弗雷澤為代表的行為儀式學派則認為原始人把頭部看作神聖的部位，也認為神魂會附在頭上；不少民族又有扣結信仰，如把繩結視為護身符，若依照「相似律」的原則，盤髮綰髻就是以頭髮打結；再加上認為接觸過的事物在脫離接觸之後繼續產生的相互作用之「觸染律」（如接觸巫術）。綜合以上幾點，原始人認為綰髮插梳有著讓神靈留守頭上的目的，而他們也就相信就接觸過頭部的梳子可以驅走猛獸、害蟲，甚至用作陪葬品去保護死者的亡靈。

## 梳篦於各地的發展與應用

### 亞洲
亞洲不少民族都有長久的用梳歷史，每個民族都發展出具備獨特民族色彩的梳子，除了日常梳理和插戴外，一些梳子還成為具有民族特色的工藝品。至今不少亞洲民族仍然保持插戴梳子的傳統，例如日本人的傳統髮型常會插梳裝飾和固定，甚至有多款不同的梳子用作梳理不同的髮型，而中國一些少數民族如苗族、水族、侗族等都有插梳的傳統。

#### 中國大陸
梳子在中國的歷史可追溯至新石器時代晚期，考古學家在吳縣張陵山、武進寺墩，上海青浦區重固鎮福泉山，昆山縣少興山，餘杭縣反山、瑤山、匯觀山，常熟羅墩山等良渚文化墓葬遺址發現數量可觀的玉梳背，用作榫接象牙齒。良渚文化玉髻梳与玉枭断代特征。它們的基本特徵是上大下小呈倒梯形，個別呈兩側展翼狀，有素面的，亦有刻上神人獸面紋或幾何花紋的。而相近時期的大汶口文化遺址亦有梳的出土，例如山東泰安大汶口堡頭村就出土了一件8字紋形象牙梳。這些梳子和梳背上都有鏤孔，可用作穿繫繩及綁紮其他裝飾品，反映了崇靈戴梳的功用要求。
歷史上的使用
商周之後，由於禮玉文化的發展，玉梳也得到更廣泛的應用和出現更多樣化的造型，製梳也變得專門化，《考工記》中記載的「楖人」就是專門製作梳篦的工匠。當時常見的梳篦款式是長把、短齒、裝飾精美的片裝玉梳，梳背和梳兩側面多雕刻上鳥紋、獸紋、幾何紋、竊曲文等。
由戰國時代至魏晉，中國流行馬蹄狀的梳篦，這種風格的梳篦亦見於西域，基本造型為半圓梳背和方平梳齒，有採用整料的，亦有採用拼料的。秦漢之前的馬蹄形梳的梳背常有一繫孔，可穿上繫帶隨身攜帶，秦漢之後流行以囊袋或箱盒包裝梳子，也就少見有繫孔的梳了。而在頭上插梳則最遲在南朝開始普遍，《太平廣記·袁無忌》就記載東晉人袁無忌遇女鬼，女鬼頭上插上象牙梳。

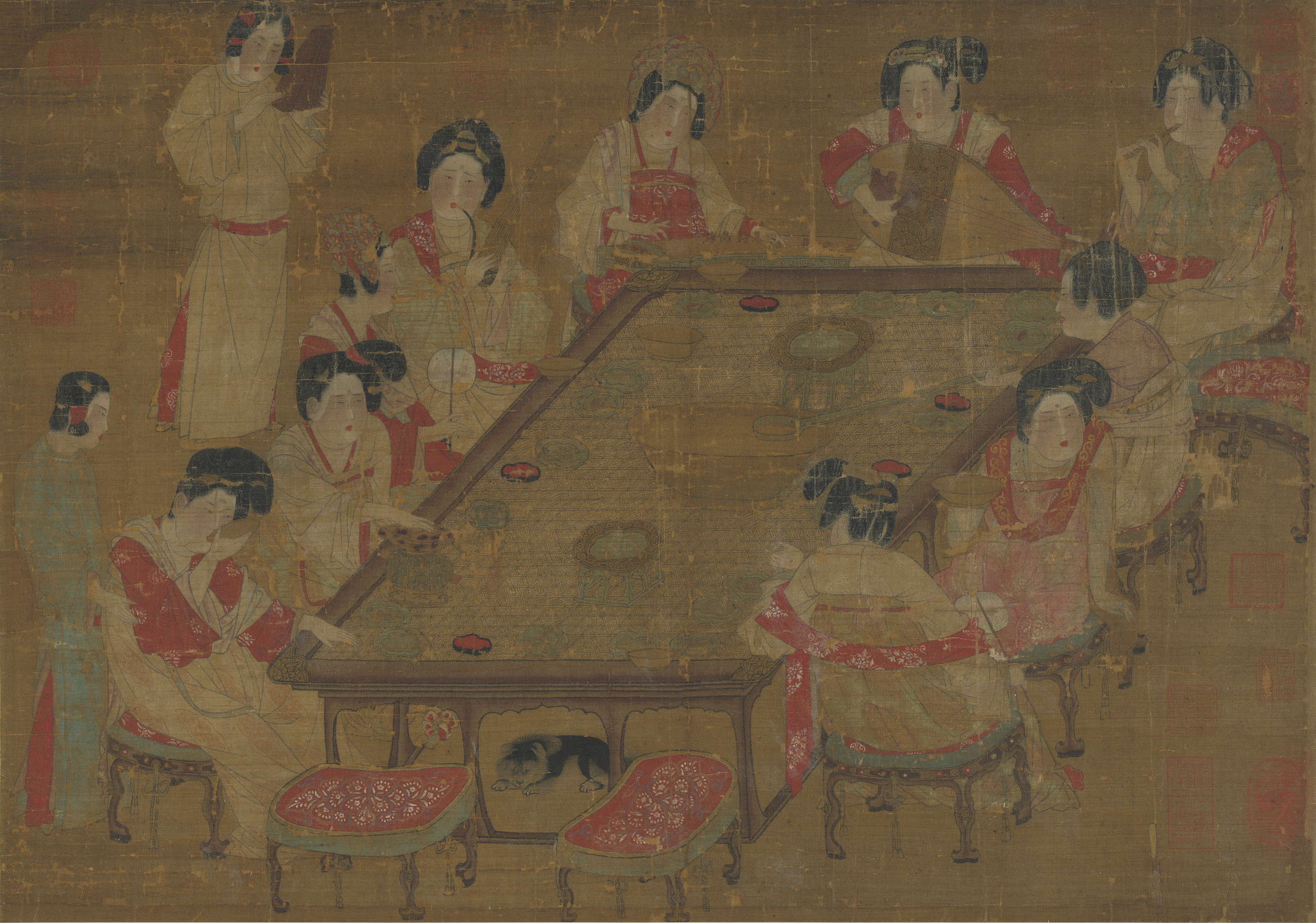
唐人 宮樂圖

到了唐朝，婦女以梳高髻為美，梳是綰髮盤髻所必須的工具，加上當時流行綰髮飾梳，梳子造型亦有所變化，由圓弧馬蹄型漸向橢弧背橫方形發展，令半月型橫梳逐漸流行起來。唐人最典型的插梳方式是於頭頂髮髻正前方的根部和前額髮插上梳篦，另外也有兩梳一上一下對插，兩梳同時向上或向下對插、只插一把等形式，還有些人會在髮髻上插上多把小梳，如王建《宮詞一百首》中的「一頭梳」和元稹《恨妝成》詩中的「滿頭行小梳」，說明了唐人崇尚組合插梳。但唐人的插梳並非完全把梳齒插入髮間，有些專用作髮飾的梳子齒薄如紙且質地柔軟，很難完全插入髮間，這些梳子是用作繫結固定在髮髻上，作壓髮、固定髮髻或純裝飾之用。唐詩亦反映當時有不同風格、樣式的梳子。如秦韜玉《貧女》就表現了當時梳有高格調的和儉樸的。溫庭筠《思帝鄉》提到「戰篦金鳳斜」，李賀《秦宮》提到「鸞篦」，吳融《和韓致光侍郎無題三首十四韻》提到「篦鳳金雕翼」，應是一類雕鏤細巧鸞鳳紋的金質小梳。此外，唐代還流行染色象牙梳，陶谷《清異錄·裝飾》提到買一把綠牙五色梳要費錢二十萬，除金、象牙外，還有銀、木、竹、玉、犀角、魚牙、骨、玳瑁等材質。當時的梳篦有不同的裝飾，如嵌上飾件，刻劃流行花鳥、人物題材紋飾，印染圖案等。梳齒的加工方法有用鋸鋸齒、用剪刀剪齒、用小刀割齒三種。
五代至宋朝延續唐人梳飾滿頭的風習，五代不少畫作如《父母恩重經變相婦人供養者像》、《曹元忠夫人供養像》都描繪了盛裝女子滿頭插梳，有的在髮髻後方還插有一把雕花大梳。而約成於唐末五代至北宋年間的絹本繪畫《宮樂圖》中，後宮女子都插上新月形梳，而不少宋詞如司馬槱的《黃金縷·家在錢塘江上住》提及的「斜插犀梳」和呂勝《鷓鴣天》所寫的「駝骨紅紋小棹篦」呂勝《鷓鴣天》：「象牙白齒雙梳子，駝骨紅紋小棹篦。」都是指寫這一類梳子，可見這種梳到了宋朝仍然流行，但當時的插梳風尚已沒有那麼盛行了，日常飾梳數量較少，禮節或戲樂用梳的梳形卻更，宮中又出現以梳代冠的情況，稱為「冠梳」。到宋仁宗時情況有所改變，王栐《燕翼貽謀錄·婦女冠梳》載仁宗厭惡宮中使用大冠梳的侈靡風氣，下詔禁止以角為冠梳，梳、冠最多闊一尺、長四寸，後來梳多改用魚腦骨、象牙、玳瑁等製造。周煇《清波杂志》載南宋早期仍然於盛禮中使用大冠梳，但平時已少見。當時多為象牙梳、白角梳（以白犀角碾碎再處理成型的梳），質料易斷，因此「接梳兒」（補梳）盛行。製梳業也成為一門獨立的行業，吳自牧《夢梁錄》就記載當時臨安梳子行當名和品名，梳子成為當時市場熱銷的商品，出現了產品的名號，如江西彭澤宋墓出土的一把銀梳就鏨有「江州打造」、「周小四記」字樣。此外，《武林舊事》載當時象牙梳染色和重染也成為一種常見的小本生意，稱為「染梳兒」。隨著平民化的社會觀念，冠梳於元朝以後就不再是良家貴婦的飾物，而變成娼妓的穿戴了，元朝楊景賢《劉行首》二折中「戴冠梳」是妓女的裝扮，而《明史·輿服志》亦說明了冠梳是樂妓的標識。此後漢族人所插的梳也就以小巧為主了。
中國少數民族
中國一些少數民族至今仍保留插梳的傳統，當中以苗族梳篦最有代表性。苗族的梳可分為木梳和銀梳兩大類。製作木梳的木材通常是取自當地出產的樹木，例如西江苗族木梳的原料是當地雷公坪出產的禿杉，再製成不用的造型如月牙型、馬蹄形、菱角形等，再以陰刻方式刻上花鳥紋樣，又有髹漆和不髹漆兩種，髹漆的多會漆上紅色，貴州省中部六枝和織金縣交界的梭嗄長角苗族又有一種巨大的牛角形木梳，造型古樸。苗族銀梳多是裡為木齒，外裹銀皮鏨花裝飾，有多種不同的大小、厚薄、寬窄、紋飾，最常見為月牙型和半圓形。有三種裝飾形式，第一種多見於雷山一帶，是在梳把表面鏨花如鳥、蝶、龍紋，梳脊裝飾有9至17個圓錐，一般為單數，左右外側各有一個備用作扣銀鏈繫上銀針的小環，銀針用於佩戴時插入髻中防止脫落。第二種常見於榕江一帶，梳把一面和梳脊均較高且尖的圓錐體，其餘部份與第一種相似。第三種多見於都勻一帶，梳把面採用花絲立體疊綴裝飾，以銀絲繫彩珠插入為花蕊，再飾以奔鹿、飛鳥等，亦有扣環，多用於盛裝。前兩種多在平時使用，它們的梳脊都有扣環，在節慶盛裝時可加上飛鳥、花蝶、葉片、小圓錐、吊鈴等裝飾。富者會用較大型的銀梳。
侗族會用梳子梳妝打扮和用作髮飾，貴州東南榕江縣的侗族婦女常會佩戴小巧玲瓏的月牙形木梳，而廣西三江、龍勝，湖南通道、新晃的侗族婦女，則使用一種類似苗族銀梳的梳子，但梳齒較疏，多裝飾花、草紋樣。

#### 臺灣
東臺灣的梳篦多以竹、木製成。其中排灣族多用木刻梳子，其餘各族的梳子則多以竹製成。
排灣族擅長木雕，他們的梳子具備特有的藝術性，分為櫛齒和梳柄兩部份婦女常會使用梳和篦，齒較疏的梳（排灣語：Garuc）多以木材製成，篦（排灣語：Saping）則多以竹製成。而Dalalu是上好製作梳子之木材。除了日常使用外，排灣族人還會精心雕刻梳子送給心儀的異性表達愛意。傳統的製作方式是以番刀在木材上一點一滴地削成，日治時代後鋸子才傳入山地，於是改用鋸子一支一支地刳出梳齒，因此梳齒並不太整齊。木材多為黃楊木、月橘木等，梳子上常會刻上代表百步蛇的波浪、菱形紋，也有人頭、鹿、鳥等紋飾，紋飾依用者的階級而有所不同。刻上紋飾後多會塗上紅漆，再釘上黃銅釘帽作裝飾。
達悟族多以竹子製梳（雅美語：sorod），梳柄以兩節等長竹管製成，其中一條在竹管上切空為槽洞，另一條則在管上切割一道槽溝，再把用小刀削尖後的竹篾整齊、緊密地排列貫穿竹管上的槽洞，再以麻線以菱形綁法將竹篾綁緊在竹管上固定，成為梳齒，再將槽溝套在另一根竹管突出的梳齒頭部上，以麻線將兩條竹管綁緊固定，成為梳柄。這種竹梳子除了用作梳理頭髮，婦女們還會把它插在頭上作為髮飾。

#### 日本
日本在距今六千年前 的繩文時代前期已開始使用梳子，青森縣寺貝塚和福井縣鳥濱貝塚都出土過這個時期的刻齒直梳，另有五齒骨質直梳、八齒髹朱木直梳等。小樽市忍路土場亦出土了同時期的結齒木梳。而宮城縣沼津貝塚出土的一件繩文時代晚期土偶展現了當時插梳的式樣。繩文時代後期至彌生時代前、中期的梳子以編結直梳為主，三重縣納所遺址和石川縣野本遺址都有出土。而由整塊木料鋸刻或切削加工製成的直梳於彌生時代後期開始普遍，它們多有髹漆，形狀細長而齒疏。到古墳時代中後期就流行掌形和馬蹄形直梳，晚期無論插梳法還是梳子形制均受到中國影響，常見典型西域漢式風格的馬蹄形梳子，伊勢崎市八寸出土的插梳禮裝女性埴輪就反映了當時飾髻以梳的插飾方法和所飾之梳，這時梳子由直梳向橫梳發展。
奈良時代日本的服飾、器物、用品都受到中國隋、唐的影響，梳子也不例外，《萬葉集》多次提到黃楊木梳，除了用作生活用品和髮飾外，梳子還是人際關係的重要道具，起傳達感情的作用。到平安時代一直至安土桃山時代，日本婦女都流行垂髮，也就少用梳作插戴髮飾，這段時期的裝飾用梳多為神社寶物館中的奉納用梳，以源賴朝正室北條政子的25把奉納用的鎌倉時代梅紋螺細梳較有代表性。日常用作梳理頭髮的的梳多為樸素無紋的黃楊木小梳，多為半圓形，稱為「丸櫛」。上流社會婦女和天皇陪膳女官也會使用類似漆蒔繪的梳子。後來又從丸梳的基礎上演化出三角形梳把的「庵櫛」和在梳把兩端加寬的「政子櫛」。
髮髻從江戶時代起漸漸流行，也是日本史上飾髻用梳的發展的高峰。加藤玄悅的隨筆《我衣》就描寫明曆年中從大名夫人到遊女都不用的鱉甲，到元祿年間就流行起來，還飾以蒔繪，江戶初期的鱉甲梳大部份是從外國進口，質地晶瑩剔透，價格昂貴，品質優良的鱉甲更值二兩黃金。
大名夫人們爭相插飾鱉甲梳，貞亨、元祿前後連遊女也插鱉甲梳。據井原西鶴的浮世草子《好色一代女》載，當時京都藝妓常以厚背約1.5厘米的梳子插在島田髷上，富裕町人婦女和吉永藝妓可多至三至五把。到享保年間，插梳之風尚傳至平民階層，當時的浮世繪就有不少插梳的女性形象。到江戶時代後期，梳子的樣式繁多，材質有木、象牙、金屬、玳瑁、牛角、牛腳趾甲等，有素地、時繪和裝飾金銀細工、紋樣的各款梳子。梳背紋飾題材豐富，包括四時花草、人物、動物、故事、風景、日用器等。平民多插上有紋飾的梳子，妓女則多插上玳瑁梳。
明治維新後，人們仿效西方髮型，梳子亦因而出現變化。梳的造型趨向簡約，材料方面則多用馬、牛腳趾甲代替貴重的玳瑁，並引入合成塑料賽璐珞梳，大受歡迎，後來亦開始在日本生產。現在日本梳子可分為髮髻梳和橫梳兩大類，前者根據日本傳統髮髻的結髮方法分為鬢髮梳、解梳、穿結梳、攏鬢梳、撩髮梳、整髮梳、雙重梳等種類，後者則用作插飾和日常梳理。

### 非洲

#### 古埃及
古埃及人頗重視個人衛生與儀容，用梳子有悠久的歷史。在公元前五千多年己有石製的梳子。而英國人在1920年代於上埃及新石器時代拜達里文化（Badarian culture）和塔西文化遺址均發現到象牙梳子。
到了前王朝時期，梳子不只是用作整理頭髮，還是儀式用具和陪葬品，一些雕刻著細網花紋的梳子更是埃及最早的立體藝術作品之一。在第一王朝君主美尼斯時期一位埃及王族女性Bener-ab的墓中發現了一把製作粗糙但精心的象牙梳，距今已有近七千年歷史，被發現時斷了三根梳齒，在5200年前的前王朝末期已經出現雕工精巧的象牙梳，兩面均雕有動物圖案如蛇、象、鳥、長頸鹿、鬣狗、牛、野豬等，各種動物分層排列，最上層的可能是象徵造物主。不少古墓裡均發現到以象牙、木、骨製造的梳，有些是單面的梳子，也有雙面的梳篦，埃及炎熱、乾燥的天氣令不少年代久遠的木梳至今仍能保持完整。由於埃及缺乏木材，木梳子大都是從外地進口的。
到了中王國至新王國時期，埃及人流行使用假髮，也有一些該時期用作梳理假髮的梳子。除了象牙、木、骨等材質外，還有黃金製作的梳子，第十八王朝君主圖坦卡門的陵墓裡就出土了一把黃金梳子。當時銅製的梳子也很常見。

#### 北部和東部
北非和東非的很多民族都有悠久的製梳歷史和插梳傳統，以直梳為主，因此英語裡常把直梳稱為African comb 或 Afro comb。由於非洲人種頭髮捲曲，他們所用的梳子一般質地較為堅硬，梳齒長而較疏，易於梳鬆他們捲曲且容易糾結的頭髮。
坦桑尼亞
坦桑尼亞靠近印度洋居住的斯瓦希里人常使用黑檀木製梳，有一種梳子是把細密的橫篦和粗疏的直梳連成一體，橫篦用作清除髮垢，直梳用作梳鬆頭髮。由於他們多信奉伊斯蘭教，梳子上也刻有伊斯蘭文化常見的幾何紋樣。橫篦和直梳之間的手柄上鑿孔用作穿繩繫於脖子上。
蘇丹
蘇丹貝賈人的梳子多為通體木雕，也有少量是用銀片包飾梳柄並雕刻上幾何紋作裝飾。貝賈梳子的主要製作者和使用者都是男性，他們的梳子糅合了阿拉伯和伊斯蘭文化的特徵，常會以幾何紋樣配合人物、動物造型組成梳柄。
埃塞俄比亞
埃塞俄比亞的阿姆哈拉族人製作的梳篦多為對稱、穩重的造型，並且加工細膩，有些象牙梳篦會以象毛捲曲、纏繞、黏合在梳柄上作為裝飾。

#### 中部、南部和西部
剛果民主共和國
剛果民主共和國的班圖人以當地盛產的藤蔓或草本蔓生植物編結梳篦，他們編結出如橫格紋、鋸齒紋、山形菱紋等不同的紋樣的梳篦，有些繫有帶襻。亞加族則多用只有三至五根梳齒的木雕梳，梳柄以側面或正面直立人物造型為裝飾。
南非
南非的祖魯人婚後會把頭髮混入紅土、動物脂肪，梳成高高的土黃色髮型，並以梳篦裝飾，這些梳篦有七八根梳齒，多用象牙製作，梳柄纏上象毛作裝飾。
瑤族人
東南部的馬拉維和莫桑比克的瑤族人常以貝珠或玻璃串飾來裝飾梳子，他們用細橫木和線繩從背面固定梳齒，正面則用貝珠或玻璃串飾組成幾何紋樣，也有些用金屬線編結梳把和固定梳齒。
安哥拉
西南部的安哥拉，梳子以人像為柄木雕梳為主，有頭像或全身，人像造型多為裹著巾帽，可能是某一部族的形象。梳梁或梳把刻上幾何紋樣，梳齒粗疏。
加納
西部的加納，梳子多為木製，製作梳篦的工藝最初只是遊方藝人的副業，後來成為男子贈送女性親人或情人的禮物，因此男子都要學會這門工藝，其中阿肯族系的木雕梳篦工藝最為出色。這些梳篦的紋飾往往反映他們的生活和觀念，例如以使用者家族相關的神聖象徵性題材作為紋飾；又有一些是代表當地常用的諺語，如刻上蛇的梳子代表「蛇似繩索，卻非繫物之用」，酋長妻子結婚所用之梳雕刻有兩隻背靠背的鳥，寓意「酋長能視萬物，即使物在其後」；還有些雕刻上象徵多子、美麗和生命Akuaba娃娃，是強調女性頸部的頭像，突顯她們高貴的地位。加納人把雕刻梳子視為聖潔高尚的事情，工匠在製梳前必須潔淨工具和雙手。不論貴賤都可以使用梳篦，當地阿肯族系包括安伊族、阿散蒂人，巴烏萊族、芳蒂族等部族的女性和她們的奴隸都會用梳，她們由青春期開始編辮的時候用梳，之後就一直把梳留在身邊。一些女性會擁有三至四把梳子，可以是購買得來、結婚禮物或追求者的禮物，因此梳子也是她們財富和美麗的象徵。新娘出嫁時會插上大梳子，梳柄上有一對象徵多子、美麗和生命Akuaba娃娃，婚後這些大梳子會用作裝飾家居。有些年長的加納女性認為梳篦是隱私的東西，因此覺得不宜在男性面前梳髮。受伊斯蘭文化影響較深的北部，梳篦的紋飾常用幾何圖案。